# Bataille de Skerries
Expédition écossaise en Irlande
Batailles
- Moiry Pass
- Connor
- Kells
- Skerries
- Athenry
- Lough Raska
- Dysert O'Dea
- Faughart

La bataille de Skerries (ou d'Ardscull) opposa le royaume d'Écosse et la seigneurie d'Irlande le 26 janvier 1316. Elle fait partie de la campagne d'Édouard Bruce en Irlande entre 1315 et 1318.

## Déroulement de la bataille
Édouard Bruce, frère du roi d'Écosse Robert Ier, débarque en Irlande en mai 1315 et se fait proclamer roi d'Irlande.
L'armée de Bruce, qui marche à travers le comté de Kildare, est interceptée par l'armée anglo-irlandaise le 26 janvier 1316. L'armée écossaise était en infériorité numérique, mais les luttes internes dans l'armée anglo-irlandaise font basculer l'issue de la bataille en faveur d'Édouard Bruce.
Le compte-rendu anglais de la bataille expliqua que le mauvais terrain était la principale cause de la défaite. Il affirma également que les Écossais avaient perdu nombre de leurs capitaines dans la bataille.

## Conséquences
Bruce pille par la suite la ville d'Athy avant de se retirer dans le comté de Laois, pendant que les Anglais réorganisent leur armée à Castledermot.